# Estrategia (diario)
Estrategia es un periódico chileno especializado en negocios y economía. Desde su fundación forma parte de Editorial Gestión.

## Historia
Fue fundado el 17 de octubre de 1978 en Santiago de Chile, y en sus inicios tenía una frecuencia semanal. Debido a su éxito en ventas y al aumento de las informaciones de carácter económico, en 1990 comenzó a circular de lunes a viernes.
Actualmente publica todo tipo de informaciones relacionados con economía, como por ejemplo, creaciones de empresas, indicadores económicos, y resultados de la Bolsa de Comercio de Santiago y otras bolsas mundiales. También publica diversos rankings o listas de resultados empresariales, y junto a sus ediciones se venden diversos libros y CD con temas de economía. Publicó su última edición en papel el 5 de septiembre de 2016, apareciendo solamente como medio en línea desde esa fecha.
Sus principales competidores son el Diario Financiero, perteneciente al Grupo Claro; y Pulso, del grupo Copesa.